# Езаи
Езаи (фр. Eyzahut) насеље је и општина у источној Француској у региону Рона-Алпи, у департману Дром која припада префектури Валанс.
По подацима из 2011. године у општини је живело 135 становника, а густина насељености је износила 20,27 становника/km². Општина се простире на површини од 6,66 km². Налази се на средњој надморској висини од 505 метара (максималној 872 m, а минималној 285 m).

## Демографија
| 1962. | 1968. | 1975. | 1982. | 1990. | 1999. | 2011. |
| ----- | ----- | ----- | ----- | ----- | ----- | ----- |
| 41    | 52    | 47    | 78    | 86    | 111   | 135   |

График промене броја становника у току последњих година